# Kovácstelep
Kovácstelep Pécs egyik külső, csendes, döntően családiházas beépítésű városrésze a régi Ürög határának déli részén, Uránváros szomszédságában. Nyugatról a Bolgárkert városrész és a Magyarürögi-árok határolja. Szomszédságában található a nagy kiterjedésű Béke-park.
Egy Kovács-családnevű személy adta el felparcellázva a tulajdonában álló területét. Az egykori szántóföldek helyén kezdetben kertek, gyümölcsösök voltak gazdasági épületekkel. A 20. század végére teljesen beépült ez a terület. 1990-2000 között közelében jelentős forgalmú bevásárlóközpont jött létre (Metro, Tesco, Electro World és Praktiker nagyáruházak). Az áruházakat a lakóházaktól a Béke-park határolja el.
Kovácstelepen található a Pécsi Mecsek FC egyik sportpályája. A labdarúgó centrumba a fiatalokat a PMFC iskolabusza szállítja.

## Külső hivatkozások
- A PMFC oldaláról. Archiválva 2008. július 3-i dátummal a Wayback Machine-ben